# لیلونگوه
شهر لیلونگوه (Lilongwe) پایتخت و مهم ترین شهر کشور مالاوی است.

## تاریخچه
این شهر روستای کوچکی بود که در آغاز سدهٔ بیستم به عنوان مرکز فعالیت‌های استعماری بریتانیا برگزیده شد.

## جغرافیا
بر پایهٔ سرشماری سال ۲۰۰۳ جمعیت این شهر برابر با ۵۹۷٬۶۱۹ نفر بود.
شهره لیلونگوه بر کرانهٔ رود لیلونگوه، و در نزدیکی مرز مالاوی با کشورهای موزامبیک و زامبیا قرار گرفته.